# Баттл-Крік (Мічиган)
Баттл-Крік (англ. Battle Creek) — місто (англ. city) в США, в окрузі Калгун штату Мічиган. Населення — 52 721 особа (2020).

## Географія
Баттл-Крік розташований за координатами 42°17′57″ пн. ш. 85°13′45″ зх. д. / 42.29917° пн. ш. 85.22917° зх. д. (42.299176, -85.229267).  За даними Бюро перепису населення США в 2010 році місто мало площу 113,24 км², з яких 110,35 км² — суходіл та 2,89 км² — водойми.

### Клімат
| Клімат : Баттл-Крік     | Клімат : Баттл-Крік | Клімат : Баттл-Крік | Клімат : Баттл-Крік | Клімат : Баттл-Крік | Клімат : Баттл-Крік | Клімат : Баттл-Крік | Клімат : Баттл-Крік | Клімат : Баттл-Крік | Клімат : Баттл-Крік | Клімат : Баттл-Крік | Клімат : Баттл-Крік | Клімат : Баттл-Крік | Клімат : Баттл-Крік |
| Показник                | Січ.                | Лют.                | Бер.                | Квіт.               | Трав.               | Черв.               | Лип.                | Серп.               | Вер.                | Жовт.               | Лист.               | Груд.               | Рік                 |
| Абсолютний максимум, °C | 20,0                | 20,0                | 27,8                | 32,2                | 35,0                | 37,8                | 40,0                | 39,4                | 37,2                | 32,2                | 26,7                | 18,9                | 40,0                |
| Середній максимум, °C   | −0,6                | 0,6                 | 6,1                 | 14,4                | 21,1                | 26,7                | 29,4                | 27,8                | 23,9                | 16,7                | 7,8                 | 1,1                 | 14,6                |
| Середній мінімум, °C    | −8,3                | −8,3                | −3,9                | 2,2                 | 8,3                 | 13,9                | 16,1                | 15,0                | 11,1                | 5,6                 | −0,6                | −6,1                | 3,8                 |
| Абсолютний мінімум, °C  | −28,3               | −31,1               | −23,9               | −12,2               | −4,4                | 1,7                 | 5,6                 | 3,9                 | −2,2                | −7,8                | −21,1               | −26,7               | −31,1               |
| Норма опадів, мм        | 53                  | 53                  | 61                  | 71                  | 91                  | 102                 | 74                  | 76                  | 81                  | 74                  | 64                  | 53                  | 848                 |
| ----------------------- | ------------------- | ------------------- | ------------------- | ------------------- | ------------------- | ------------------- | ------------------- | ------------------- | ------------------- | ------------------- | ------------------- | ------------------- | ------------------- |
| Джерело: Weatherbase    |                     |                     |                     |                     |                     |                     |                     |                     |                     |                     |                     |                     |                     |

## Демографія
Згідно з переписом 2010 року, у місті мешкало 52 347 осіб у 21 118 домогосподарствах у складі 12 898 родин. Густота населення становила 462 особи/км².  Було 24277 помешкань (214/км²).
Расовий склад населення:
| - 71,7 % — білих - 18,2 % — чорних або афроамериканців - 2,4 % — азіатів - 0,7 % — корінних американців - 2,7 % — осіб інших рас |

До двох чи більше рас належало 4,3 %. Частка іспаномовних становила 6,7 % від усіх жителів.
За віковим діапазоном населення розподілялося таким чином: 26,1 % — особи молодші 18 років, 60,5 % — особи у віці 18—64 років, 13,4 % — особи у віці 65 років та старші. Медіана віку мешканця становила 36,3 року. На 100 осіб жіночої статі у місті припадало 91,9 чоловіків;  на 100 жінок у віці від 18 років та старших — 88,1 чоловіків також старших 18 років.
Середній дохід на одне домашнє господарство  становив 53 891 долар США (медіана — 36 882), а середній дохід на одну сім'ю — 64 446 доларів (медіана — 48 835). Медіана доходів становила 44 194 долари для чоловіків та 32 932 долари для жінок. За межею бідності перебувало 21,7 % осіб, у тому числі 30,4 % дітей у віці до 18 років та 11,5 % осіб у віці 65 років та старших.
Цивільне працевлаштоване населення становило 20 984 особи. Основні галузі зайнятості: виробництво — 25,3 %, освіта, охорона здоров'я та соціальна допомога — 19,6 %, роздрібна торгівля — 12,5 %, мистецтво, розваги та відпочинок — 10,6 %.

## Персоналії
- Джон Кіцміллер (1913—1965) — американський і італійський кіноактор
- Бетті Гаттон (1921—2007) — американська співачка і ведуча, актриса.